# Eve Drewelowe
Eve Drewelowe foi uma pintora norte-americana, especialmente renomada em sua terra natal, Iowa e Colorado, mas também amplamente exposta nacionalmente. Em sua longa carreira produziu mais de 1.000 obras de arte em óleo, aquarela, caneta e tinta e outras mídias em estilos que incluíam impressionismo, realismo social e abstração..